# Villa Leonhardi

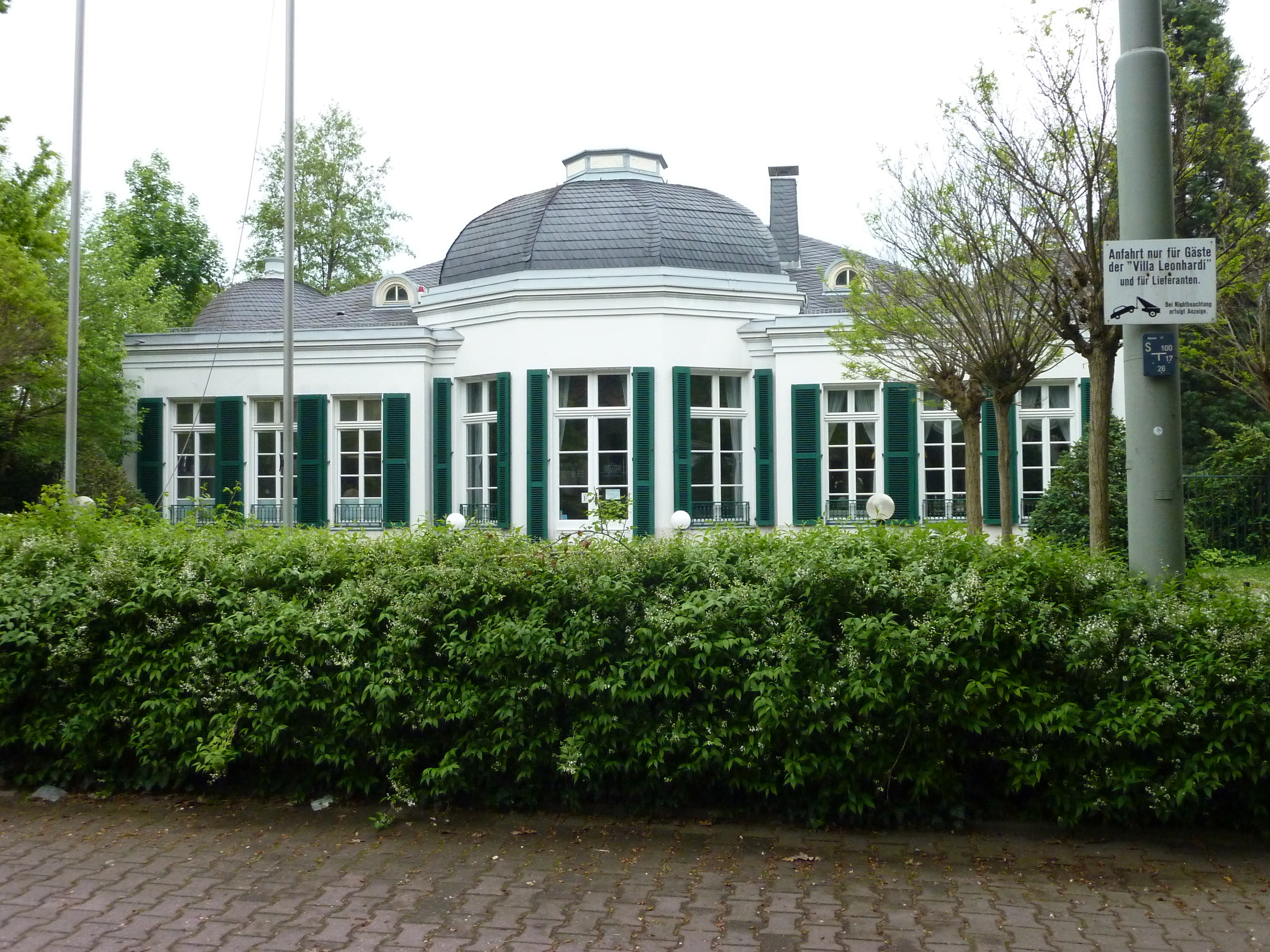
Villa Leonhardi

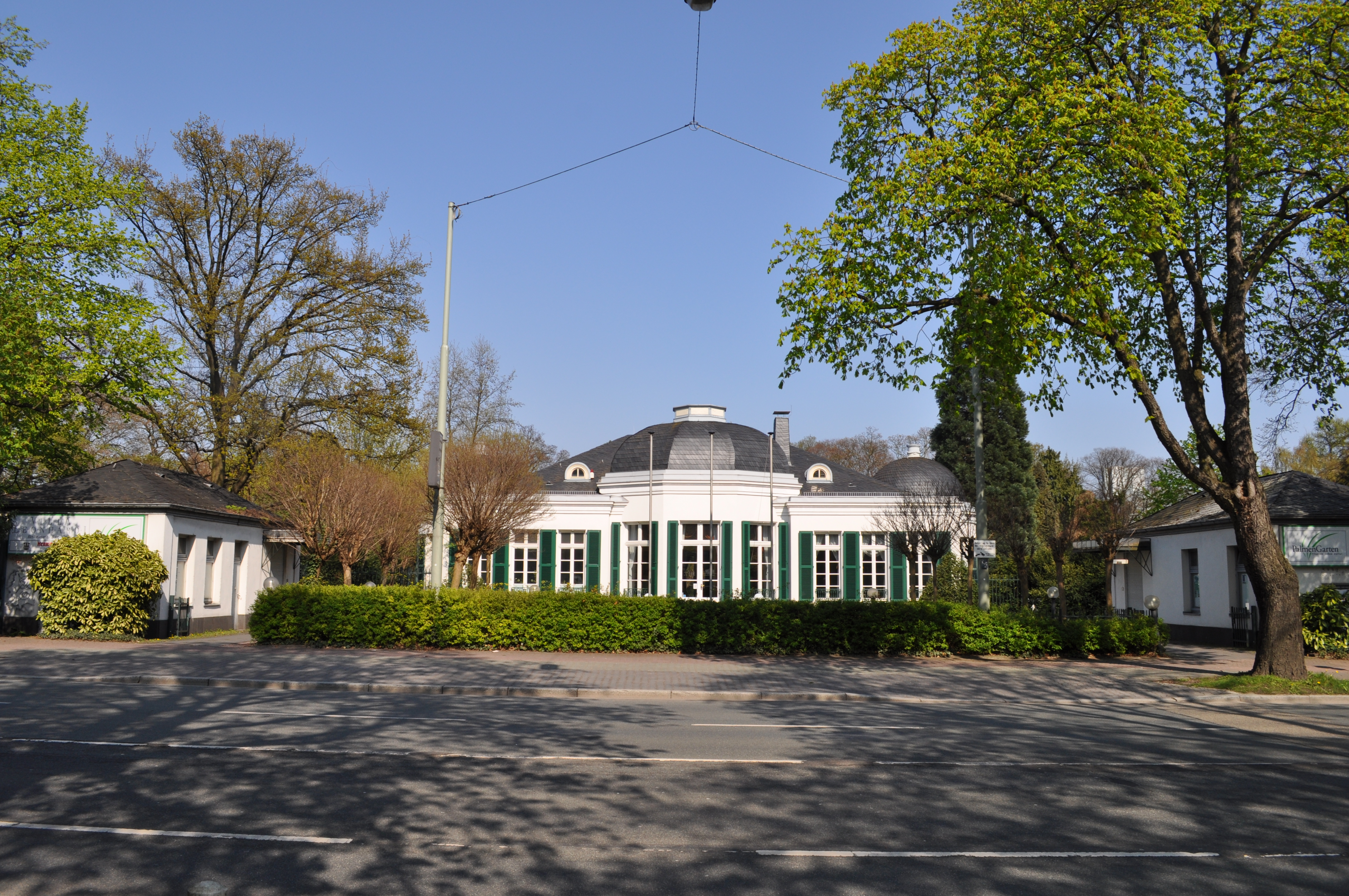
Villa Leonhardi von der Zeppelinallee aus

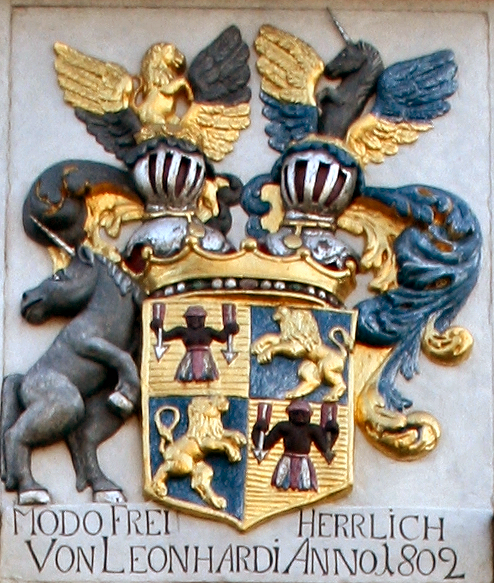
Wappenstein von Leonhardi, 1802

Die Villa Leonhardi ist die Rekonstruktion einer um 1806 errichteten klassizistischen Gartenvilla, die ursprünglich an der Bockenheimer Anlage von Frankfurt am Main stand. Das historische Haus wurde 1905 abgerissen und 1988 weitgehend originalgetreu und unter Verwendung einiger Spolien am Rande des Palmengartens in der Zeppelinallee in Frankfurt am Main wiedereröffnet. Die Villa Leonhardi ist ein Café und Veranstaltungsort im Palmengarten.

## Geschichte
Die Villa Leonhardi wurde 1806 als Gartenvilla von Johann Peter von Leonhardi (1747–1830), einem Frankfurter Bankier, Kaufmann, Politiker und Freimaurer errichtet. Ursprünglich stammte die Familie Leonhardi aus Waldeck. Johann Peter war Vertreter der zweiten Generation in Frankfurt. Als angesehener Bankier und Ratsherr der Stadt wurde er 1794 von Kaiser Leopold II, dem Sohn Kaiserin Maria Theresias, in dessen letztem Regierungsjahr in den Reichsfreiherrnstand erhoben.
Architekt war Nicolas Alexandre Salins de Montfort, der auch am Bau des Schönhofs in Bockenheim beteiligt war. Bereits der erste Auftrag, den Salins Anfang der 1790er Jahre in Frankfurt erhielt, kam von Johann Peter von Leonhardi: der Bau eines Wohn- und Geschäftshauses auf der Zeil. Der Bau der neuen Gartenvilla erfolgte auf den zuvor planierten, ehemaligen Wallanlagen in der Nähe des Eschenheimer Tors.
Johann Peters Sohn und Geschäftsnachfolger Karl Ludwig galt als weniger geschäftstüchtig. Infolgedessen wurde das Sommerhaus 1825 verkauft und anschließend als Rosenbachischer Wirthsgarten betrieben. Die Familie nutzte ab dann ein von ihr 1790 erworbenes Haus in Groß-Karben, das Leonhardische Schloss. Der Rosenbachische Wirthsgarten bestand als „Vergnügungsort für die bessere bürgerliche Gesellschaft“ bis 1833 und ging 1835 in den Besitz des Handelsmanns W. F. Jäger über.
Ab 1842 gehörte das Gebäude dem Bankier Raphael Freiherr von Erlanger (1806–1878), der zahlreiche bauliche Veränderungen vornahm; unter anderem den Anbau einer großen Orangerie. 1905 wurde das Gebäude in der Bockenheimer Anlage abgerissen. Der Portikus mit der Sandstein-Säulenhalle wurde 1912 im Neubau des Tennisclubhauses im Palmengarten als Eingangstor wiederaufgebaut, er steht unter Denkmalschutz. 
Nach Verlagerung der Tennisplätze aus dem Palmengartengelände und dem Abriss des Tennisclubhauses wurde im Jahr 1987 die Rekonstruktion der Villa Leonhardi nach historischen Bauplänen durch die Stadt Frankfurt beschlossen. Dabei fanden auch die erhaltenen Bauteile des historischen Gebäudes Verwendung. Der Rekonstruktion kostete die Stadt 6,8 Millionen DM, hinzu kamen weitere 1,2 Millionen DM für die Innenausstattung.
Die Villa wird als Café und Veranstaltungsort genutzt.